# Heilig Hartbeeld (Wateringen)
Het Heilig Hartbeeld is een standbeeld in de Nederlandse plaats Wateringen.

## Achtergrond
Het Heilig Hartbeeld werd begin 20e eeuw geplaatst bij de Sint-Jan de Doperkerk. Het werd gemaakt door beeldhouwer Joseph Timmermans uit Den Haag. 

## Beschrijving
De staande Christusfiguur houdt zijn beide handen zegenend geheven. Op zijn borst is het vlammend Heilig Hart zichtbaar. Het beeld staat op een vierkante natuurstenen sokkel waarop in een casement te lezen is 

H. HART VAN JESUS

## Waardering
Het beeldhouwwerk werd in 2001 als rijksmonument ingeschreven in het monumentenregister, onder meer vanwege de "bijzondere uitdrukking van een geestelijke en een typologische ontwikkeling, in het bijzonder de ontwikkeling van de katholieke H. Hartdevotie. Het beeld heeft ensemblewaarden als onderdeel van het kerkelijk complex van St. Jan de Doper."